# Maurice Zolotow
Maurice Zolotow (23 novembre 1913 - 14 mars 1991) est un biographe américain.